# Battle Out Run
Battle Out Run — видеоигра серии OutRun в жанре аркадного автогонок, разработанная и изданная компанией Sega эксклюзивно для игровой консоли Sega Master System в 1989 году на территории Европы. В феврале 1991 года состоялся выход игры в Бразилии.
Battle Out Run представляет собой аркаду, в которой целью является задержание преступников, подобно серии игр Chase H.Q.. Во время преследований игрок должен избегать препятствия и машинами трафика, а также может покупать дополнительные запчасти для своего автомобиля.
Battle Out Run получил в основном позитивные отзывы критиков. Среди достоинств игры обозреватели называют игровой процесс и музыку, но среди недостатков отмечают однообразие и звуковые эффекты.

## Игровой процесс
Несмотря на то, что игра входит в серию OutRun, игровой процесс очень похож на игру Chase H.Q., где главная цель — таранить преступников, за что игрок получает очки (а также за время выполнения задания) и может модернизировать машину. Всего нужно пройти 8 миссий, проходящие в реальных американских городах: Сан-Франциско, Лос-Анджелес, Лас-Вегас, Гранд-Каньон, Чикаго, Майами, Вашингтон и Нью-Йорк. В последней миссии игроку придётся дважды догонять и таранить автомобиль преступника.
Перед началом погони игрок может выбрать одну из четырёх музыкальных композиций. На дороге игроку следует избегать столкновения с машинами трафика и неподвижными препятствиями, однако, некоторые объекты, например, трамплины позволяют игроку уклоняться от преград. На дорогах также могут появляться грузовики, при въезде в которые игрок может купить запчасти, улучшающие характеристики автомобиля: кузов, шины, двигатель, шасси, а также нитроускоритель, после установки которого, в верхнем левом углу появится индикатор, который показывает, сколько осталось его в запасе. После того, как игрок догонит машину преступника, в верхнем левом углу появится индикатор, показывающий количество жизни автомобиля, а также изменится музыка. Чтобы остановить преступника, необходимо таранить его автомобиль, чтобы показатель жизни опустел. После поимки преступника игрок получает деньги.

## Оценки и мнения
Battle Out Run была в целом положительно воспринята критиками. Обозреватель сайта Defunct Games поставил Battle Out Run оценку «B-», назвав игру «интересной и очень качественной для 8-битной приставки», несмотря на простоту и схожесть с Chase H.Q.. Критик немецкого сайта ASM оценил Battle Out Run в 75 баллов из 100, также назвав отличной игрой для Master System, и удостоил похвалы превосходное управление. Рецензент из сайта Jeuxvideo.com дал Battle Out Run оценку в 75 баллов из 100 и отметил приятную графику, игровой процесс и хорошую музыку, но к недочётам отнёс звуковые эффекты. Обозреватель сайта 1UP! оценил Battle Out Run в 70 %, назвав из достоинств игровой процесс и музыку, но критиковал визуальный стиль и однообразие. Сравнив игру с Chase H.Q. для Master System, обозреватель отметил превосходство первой в качестве.
Некоторые критики оценили Battle Out Run менее положительно. Обозреватель из Player One дал оценку в 65 баллов из 100, отметив хоть и неплохой, но однообразный игровой процесс. Критик журнала ACE заявил, что несмотря на некоторые нововведения, Battle Out Run быстро теряет свою привлекательность и становится скучным для игрока, оценив в 56 баллов из 100. Критик журнала Power Play дал игре низкую оценку в 31 балл из 100, раскритиковав игровой процесс, плохую графику и звуковые эффекты.